# Плажиньский, Мацей
Ма́цей Плажи́ньский (пол. Maciej Płażyński [ˈmatɕɛj pwaˈʐɨɲskʲi]; 10 февраля 1958 года, Млынары, Польша — 10 апреля 2010, Смоленск, Россия) — польский государственный и политический деятель. Депутат Сейма III, IV и VI созывов, Маршал Сейма (1997—2001). Сенатор и Вице-маршал Сената VI созыва (2005-2007). Один из лидеров Избирательной акции «Солидарность» и сооснователь партии «Гражданская платформа». Погиб 10 апреля 2010 в авиакатастрофе под Смоленском.

## Биография
Начал свою политическую карьеру в 1980/1981 в качестве руководителя студенческой «Солидарности».
В 1987 г. становится президентом гданьского консервативного клуба политической мысли им. Леха Бондковского.
В 1989 г. — один из соучредителей ассоциации «Конгресс либералов».
В 1990 г. — участник Республиканской коалиции, в 1992 г. — вступил в Консервативную партию Польши.
В 1991 г. окончил юридический факультет Гданьского университета.
В 1990—1996 гг. — воевода Гданьского воеводства, ушел в отставку после серии акций протестов местных профсоюзов.
В 1997—2001 гг. — депутат польского сейма и Маршал сейма.
В 2001 г. совместно с Дональдом Туском и Анджеем Олеховским был одним из соучредителей партии Гражданская платформа.
В 2001—2005 гг. — депутат сейма. В 2003 г. вышел из партии по личным обстоятельствам, оставаясь независимым депутатом.
В 2005—2007 гг. — член и вице-Маршал польского сената.
С 2007 г. — депутат польского сейма от партии «Право и справедливость».
С 2008 г. — председатель Ассоциации «Вспульнота польска».
Трагически погиб в России в авиакатастрофе при крушении самолёта Ту-154 близ города Смоленск.

## Награды
- Большой крест ордена Возрождения Польши (2010 год, посмертно)[1]